# Caronport
Caronport är en ort i Kanada.   Den ligger i provinsen Saskatchewan, i den södra delen av landet, 2 300 km väster om huvudstaden Ottawa. Caronport ligger 559 meter över havet och antalet invånare är 972.
Terrängen runt Caronport är huvudsakligen platt. Caronport ligger nere i en dal. Trakten runt Caronport är nära nog obefolkad, med mindre än två invånare per kvadratkilometer.. Det finns inga andra samhällen i närheten.
Trakten runt Caronport består till största delen av jordbruksmark.